# Берт ван Марвейк
Берт ван Марвейк (нід. Bert van Marwijk, IPA: ˈbɛrtfɑˈmɑrʋɛik; *19 травня 1952, Девентер) — колишній нідерландський футболіст. Згодом — футбольний тренер.

## Досягнення

### Гравець
АЗ’67
- Кубок Нідерландів
  - Володар: 1978

 МВВ
- Еерсте-Дивізі
  - Переможець: 1984

### Менеджер
«Фортуна»
- Кубок Нідерландів
  - Фіналіст: 1999

 «Феєнорд»
- Ередивізі
  - Віце-чемпіон: 2001
- Кубок Нідерландів
  - Володар: 2008
  - Фіналіст: 2003
- Кубок УЄФА
  - Володар: 2002

 Нідерланди
- Чемпіонат світу
  - Фіналіст: 2010

### Індивідуальні
- Орден Ораніен-Нассау (2010)